# Zielonki (Busko)
Pour les articles homonymes, voir Zielonki.
Zielonki est une localité polonaise de la gmina de Solec-Zdrój, située dans le powiat de Busko en voïvodie de Sainte-Croix.